# Ruta Estatal de Nevada 28
La Ruta Estatal de Nevada 28, y abreviada SR 28 (en inglés: Nevada State Route 28) es una carretera estatal estadounidense ubicada en el estado de Nevada. La carretera inicia en el Sur desde la US 50     en Glenbrook hacia el Norte en la SR 28     en Kings Beach. La carretera tiene una longitud de 26 km (16.174 mi).

## Mantenimiento
Al igual que las autopistas interestatales, y las rutas federales y el resto de carreteras estatales, la Ruta Estatal de Nevada 28 es administrada y mantenida por el Departamento de Transporte de Nevada por sus siglas en inglés Nevada DOT.

## Cruces
La Ruta Estatal de Nevada 28 es atravesada principalmente por la  SR 431     en Incline VIllage.